# Teustepe
Teustepe est une municipalité nicaraguayenne du département de Boaco au Nicaragua.

## Géographie
Teustepe est située à 94 km de Managua.

## Économie
Teustepe est principalement soutenue par le secteur agricole. Il existe également un tourisme naissant dans la région des Aguas Termales (eaux termales) et une industrie familiale à très petite échelle (artisanat principalement) dans les zones urbaines et rurales.

## Histoire
Le nom Teustepe a son origine dans la langue indigène « Chorotega ». Teote (Dieu) et Tepec (lieu ou ville), qui signifie ville, vallée ou lieu de Dieu. La population indigène s'est établie à l'origine à El Tamarindo, au nord-ouest de la position actuelle de la ville. En raison de la crue constante de la rivière Malacatoya, la population s'est déplacée entre septembre et décembre 1776 vers un endroit connu sous le nom de Camoapilla, aujourd'hui la ville de Teustepe. Teustepe est d'une importance historique pour sa résistance pendant la guerre contre le flibustier  William Walker. Le district militaire de Teustepe a été créé à l'initiative du général Tomás Martínez en avril 1861. Il avait sous sa juridiction les villes de Boaco, San Lorenzo et San José de los Remates. Le 28 février 1970, Teustepe a été déclaré ville.